# Mary Bell
Mary Flora Bell (n. 25 mai 1957, Corbridge, Northumberland, Anglia, Regatul Unit) este o femeie britanică ajunsă celebră pentru că la vârsta de 10 ani (în 1968) a omorât doi băieței în Scotswood, o suburbie a Newcastle upon Tyne.
Bell a fost condamnată pentru ambele crime în decembrie 1968, într-un proces care a avut loc la Newcastle Assizes când avea 11 ani și în care s-a considerat că faptele ei au fost comise în condițiile unei responsabilități diminuate. Complicele ei în cel puțin una dintre crime, Norma Joyce Bell, în vârstă de 13 ani (nicio legătură), a fost achitată de toate acuzațiile.

## Copilăria și comportamentul cu alte persoane
Mary Flora Bell s-a născut în 1957 în Anglia. A fost un copil nedorit și neglijat. Mama lui Bell, Elizabeth "Betty" Bell (născută McCrickett), era o prostituată locală bine cunoscută, care lipsea adesea din casa familiei, călătorind frecvent la Glasgow pentru a munci și lăsându-și copiii în grija tatălui lor - dacă acesta era prezent. Mary a fost cel de-al doilea copil al ei, născut când Betty însăși avea 17 ani. Identitatea tatălui biologic al lui Mary este necunoscută. În cea mai mare parte a vieții sale, Mary a crezut că tatăl ei este William "Billy" Bell; un alcoolic violent și un infractor, cu un cazier de arest pentru diverse infracțiuni, inclusiv jaf armat. Cu toate acestea, ea era un copil când William Bell s-a căsătorit cu mama ei și nu se știe dacă el este tatăl ei biologic real.Potrivit mătușii sale, Isa McCrickett, la câteva minute de la nașterea lui Mary, mama ei s-a supărat pe personalul spitalului care a încercat să îi pună fiica în brațe, strigând: "Luați chestia asta de lângă mine!".
Ca bebeluș, copil mic și copil, Mary a suferit frecvent răni în accidente acasa în timp ce era singură cu mama ei, ceea ce a determinat familia ei să creadă că fie mama ei a fost neglijentă în mod deliberat, fie a încercat în mod intenționat să îi facă rău sau să o ucidă pe fiica ei. Cu o ocazie, în jurul anului 1960, Betty și-a aruncat fiica de la o fereastră de la etajul întâi; cu altă ocazie, și-a îndopat fiica cu somnifere. Se știe, de asemenea, că a vândut-o odată pe Mary unei femei instabile din punct de vedere mental, care nu putea să aibă proprii copii, ceea ce a făcut ca sora ei mai mare, Catherine, să fie nevoită să călătorească singură prin Newcastle pentru a o recupera pe Mary de la această persoană și a înapoia copilul la casa mamei sale de pe Whitehouse Road.
În ciuda neglijenței și a abuzului asupra copilului ei, Betty a refuzat ofertele repetate ale familiei sale de a prelua custodia lui Mary, pe care ea - ca și dominatrix - se presupune că ar fi început să permită și/sau să încurajeze mai mulți dintre clienții ei să abuzeze sexual în sesiuni sadomasochiste până la mijlocul anilor 1960.

### Temperament
Atât acasă, cât și la școală, Mary a prezentat numeroase semne de comportament perturbat și imprevizibil, inclusiv schimbări bruște de dispoziție și udarea cronică a patului. Se știe că s-a bătut frecvent cu alți copii - atât băieți, cât și fete - și că a încercat de mai multe ori să-și stranguleze sau să-și sufoce colegii de clasă sau de joacă. Se știe că, într-o ocazie, a încercat să blocheze traheea unei fetițe cu nisip. Acest comportament violent i-a făcut pe mulți copii să fie reticenți în a socializa cu Mary, care își petrecea frecvent timpul liber cu Norma Joyce Bell (1955-1989), fiica de 13 ani a unui vecin de alături. Deși fetele aveau același nume de familie, ele nu erau rude.
Potrivit unei colege de clasă de la Delaval Road Junior School, până în 1968, ea și colegele ei s-au obișnuit cu schimbările bruște și accentuate din comportamentul lui Mary, iar atunci când aceasta începea să manifeste maniere neliniștitoare - inclusiv scuturarea capului și formarea unei priviri de oțel - colegele ei știau instinctiv că va deveni violentă, în centrul privirii sale fiind persoana pe care o va ataca.

### Primele atacuri
Sâmbătă, 11 mai, un băiețel de trei ani a fost descoperit rătăcind amețit și sângerând în apropiere de St. Margaret's Road, Scotswood. Copilul a informat ulterior poliția că se jucase cu Mary și Norma Bell deasupra unui adăpost antiaerian dezafectat, când una dintre fete (copilul nu era sigur care) l-a împins de pe acoperișul aflat la aproximativ doi metri de la pământ, provocându-i o rană gravă la cap. În aceeași seară, părinții a trei fetițe au contactat poliția pentru a se plânge că atât Mary, cât și Norma au încercat să le stranguleze copiii în timp ce se jucau într-o groapă de nisip.
În acea seară, ambele fete au fost interogate în legătură cu aceste incidente. Ambele fete au negat orice vinovăție pentru incidentul din adăpostul antiaerian; susținând că pur și simplu îl descoperiseră pe băiat, sângerând puternic din cauza unei răni la cap, după ce acesta căzuse. Chestionată în continuare despre tentativa de strangulare a celor trei tinere, Mary a negat că ar fi avut cunoștință de acest incident. Cu toate acestea, Norma a recunoscut că Mary a încercat să le "sugrume" pe fiecare dintre fete, declarând: "Mary s-a dus la una dintre fete și a spus: "Ce se întâmplă dacă sugrumi pe cineva; moare?". Apoi Mary a pus ambele mâini 'în jurul gâtului fetei și a strâns. Fata a început să devină mov. I-am spus lui Mary să se oprească, dar nu a vrut. Apoi și-a pus mâinile în jurul gâtului lui Pauline și a început și ea să devină mov... a mai venit o fată, Susan Cornish, și Mary i-a făcut același lucru.".
Poliția a notificat autoritatea locală despre incidente și despre natura violentă a lui Mary, dar din cauza vârstei lor, ambele fete au primit doar un avertisment. Nu s-au luat alte măsuri.

## Crimele

### Context
În anii 1960, Newcastle upon Tyne a beneficiat de un important proiect de renovare urbană. În multe cartiere din interiorul orașului au fost demolate cartierele sărace cu terase din epoca victoriană pentru a se construi case și apartamente moderne, deși mai multe familii au locuit în clădiri destinate demolării în așteptarea relocării de către consiliu.
Copiii din zonă se jucau frecvent în casele abandonate sau în apropierea acestora și pe întinderile de terenuri rase și parțial curățate de constructori. Unul dintre aceste locuri era o mare întindere de teren viran situată în apropierea unei linii de cale ferată cunoscută de copiii din zonă sub numele de "Tin Lizzie". Strada care era paralelă cu această întindere de teren viran era St. Margaret's Road.

### Martin Brown
La 25 mai 1968, cu o zi înainte de a împlini 11 ani, Mary Bell l-a strangulat pe Martin Brown, în vârstă de patru ani, într-un dormitor de la etaj al unei case abandonate situate pe strada St. Margaret's Road nr. 85. Se crede că a comis această crimă singură. Cadavrul lui Brown a fost descoperit de trei copii în jurul orei 15:30. El era întins pe spate, cu brațele întinse deasupra capului. În afară de pete de sânge și de spumă în jurul gurii, pe corpul său nu erau vizibile semne de violență. Un muncitor local pe nume John Hall a sosit în curând la fața locului; el a încercat să efectueze resuscitare cardio-respiratorie (CPR), fără succes.
În timp ce Hall încerca resuscitarea cardio-respiratorie, două fete din localitate, Mary Bell, în vârstă de 10 ani (cunoscută local ca "May"), și prietena și vecina ei de 13 ani, Norma Bell, au apărut la ușa dormitorului. Amândouă au fost rapid alungate din casă; cele două au bătut la ușa mătușii lui Martin, o doamnă Rita Finlay, și au informat-o pe aceasta: "Unul dintre copiii surorii dumneavoastră tocmai a avut un accident. Credem că este Martin, dar nu ne putem da seama pentru că este plin de sânge.".
A doua zi, doctorul Bernard Knight a efectuat o autopsie a corpului lui Martin Brown. Knight nu a putut găsi niciun semn de violență pe corpul copilului și, prin urmare, nu a putut determina cauza morții copilului, deși a putut să respingă teoria anchetatorilor conform căreia copilul ar fi murit otrăvit prin ingerarea de tablete. O anchetă din 7 iunie a dat un verdict deschis.

### Alte incidente
În ziua în care Mary a împlinit 11 ani, pe 26 mai, ea și Norma au intrat prin efracție și au vandalizat o grădiniță din Woodland Crescent din apropiere. Cele două au intrat în incintă desprinzând țiglele de pe acoperișul de ardezie; au rupt cărți, au răsturnat birouri și au împrăștiat cerneală și vopsele pentru postere pe toată proprietatea înainte de a scăpa.
A doua zi, personalul a descoperit spargerea și vandalismul și a anunțat imediat poliția, care a descoperit și patru bilete separate care revendicau responsabilitatea pentru uciderea lui Martin Brown. Unul dintre aceste bilete menționa: "I murder SO That I may come back"; un altul scria: "WE did murder martain brown fuckof you bastard"; un al treilea bilet spunea pur și simplu: "Fuch off we murder. Watch out Fanny and F****t.". Ultimul bilet a fost cel mai complex, spunând: "You are mice Y Becurse we murdered Martain Go Brown you Bete Look out THERE are Murders about By Fanny and auld F****t you Screws". Poliția a respins acest incident ca fiind o glumă de prost gust și copilărească.
Două zile mai târziu, pe 29 mai, cu puțin timp înainte de înmormântarea lui Martin Brown, ambele fete au sunat la casa mamei acestuia, June, cerând să îi vadă fiul. Când June Brown a răspuns că nu îi pot vedea fiul pentru că acesta a decedat, Mary a replicat: "Oh, știu că este mort; vreau doar să-l văd în sicriu.".

### Brian Howe
În după-amiaza zilei de 31 iulie 1968, Brian Howe, un copil de trei ani pe nume Brian Howe, a fost văzut ultima dată de părinții săi pe strada din fața casei sale, jucându-se cu unul dintre frații săi, cu câinele familiei și cu Mary și Norma Bell. Când nu s-a întors acasă mai târziu în acea după-amiază, rudele și vecinii îngrijorați au căutat pe străzi fără succes. La ora 23:10, o echipă de căutare a descoperit cadavrul lui Brian între două bucați mari de beton pe "Tin Lizzie".
Primul polițist care a ajuns la fața locului a observat că se făcuse o încercare "deliberată, dar slabă" de a ascunde cadavrul, care era acoperit de smocuri de iarbă și buruieni. Pe buzele copilului era evidentă cianoza, iar pe gât erau evidente mai multe vânătăi și zgârieturi. O pereche de foarfeci rupte zăcea lângă picioarele sale.
Medicul legist avea să concluzioneze că Brian murise prin strangulare și că era decedat de până la șapte ore și jumătate înainte de descoperirea cadavrului său. În mod evident, ucigașul a strâns nările lui Brian cu o mână, în timp ce cu cealaltă îi strângea gâtul. Numeroase răni prin înțepare fuseseră provocate pe picioarele copilului înainte de moarte, părți din părul său fuseseră tăiate de pe cap, organele genitale îi fuseseră parțial mutilate și se făcuse o încercare rudimentară de a-i grava inițiala "M" în stomac. Cantitatea relativ mică de forță folosită pentru a ucide copilul l-a determinat pe medicul legist să concluzioneze că ucigașul a fost un alt copil.
Numeroase fibre gri și maro au fost descoperite pe hainele și pantofii lui Brian. Aceste fibre nu proveneau de la nicio haină din gospodăria Howe și fuseseră transferate copilului de către ucigașul (sau ucigașii) său(i).

## Anchetă
Descoperirea cadavrului lui Brian Howe a declanșat o amplă urmărire. Peste o sută de detectivi din tot Northumberland au fost desemnați să se ocupe de anchetă, iar până la 2 august au fost interogați peste 1.200 de copii cu privire la locul unde se aflau. Doi dintre copiii interogați de detectivi la 1 august au fost Mary și Norma Bell, despre care martorii îi informaseră deja pe anchetatori că au fost văzute jucându-se cu Brian cu puțin timp înainte de a se crede că a murit. În interviul inițial, Norma părea agitată, în timp ce Mary era mult mai atentă și taciturnă. Deși ambele fete au fost evazive și contradictorii în declarațiile lor inițiale, au recunoscut de bunăvoie că s-au jucat cu Brian la data morții sale, dar au negat că l-ar fi văzut după ora prânzului.
Interogată în continuare a doua zi, Mary a declarat că își amintea că a văzut un băiat localnic de opt ani jucându-se cu Brian în după-amiaza zilei de 31 iulie și că l-a văzut, de asemenea, lovindu-l pe băiat. Mai mult, ea a declarat că își amintea că băiatul era acoperit de iarbă și buruieni, ca și cum s-ar fi tăvălit pe câmp, și că avea în posesie o foarfecă mică. Mary a explicat apoi: "L-am văzut încercând să taie coada unei pisici cu foarfeca, dar era ceva în neregulă cu ea - un picior era rupt sau îndoit." Această declarație autoincriminatoare l-a convins pe inspectorul-șef detectiv James Dobson că Mary a fost criminalul real, deoarece numai poliția știa despre foarfeca ruptă găsită la locul crimei. În plus, băiatul localnic pe care l-a numit a fost rapid interogat și s-a descoperit că se afla la Aeroportul Internațional Newcastle în după-amiaza zilei de 31 iulie, numeroși martori putând confirma afirmațiile părinților săi.

### Prima mărturisire
În după-amiaza zilei de 4 august, părinții Normei Bell au contactat poliția, declarând că fiica lor dorea să mărturisească ceea ce știa despre moartea lui Brian Howe. Inspectorul principal Dobson a sosit la domiciliul lor, a avertizat-o oficial pe Norma, apoi a întrebat-o ce știa. Norma l-a informat apoi pe Dobson că Mary o dusese la un "loc pe "Tin Lizzie"", moment în care i s-a arătat cadavrul lui Brian. Mary i-a demonstrat apoi cum l-a strangulat pe copil. Potrivit Normei, Mary i-a mărturisit că i-a făcut plăcere să-l stranguleze pe copil, înainte de a-i descrie cum i-a provocat urmele de pe stomac cu o lamă de ras - care fusese ascunsă la locul crimei - și cu "foarfeca ruptă". Norma a condus apoi poliția la locul crimei și a dezvăluit locul în care era ascunsă lama de ras. Un desen pe care Norma l-a făcut cu rănile provocate pe abdomenul băiatului se potrivea exact cu cele descrise de medicul legist.
Mary Bell a fost vizitată la domiciliul ei în primele ore ale zilei de 5 august. Cu această ocazie, ea a fost deosebit de defensivă atunci când a fost confruntată cu discrepanțele din declarația sa anterioară, i-a informat pe detectivi: "Încercați să mă spălați pe creier. Voi lua un avocat care să mă scoată din asta.".
Mai târziu, în aceeași zi, Norma a fost interogată din nou. Cu această ocazie, ea a dat o declarație completă în care a recunoscut că a fost prezentă atunci când Mary l-a strangulat efectiv pe Brian. Potrivit Normei, atunci când cei trei erau singuri pe "Tin Lizzie", Mary "părea să facă o criză de ciudățenie"; împingându-l pe copil în iarbă și încercând să îl sugrume înainte de a-i spune: "Mi se îngroașă mâinile. Preia comanda". Ea a fugit apoi de la locul faptei, lăsând-o pe Mary singură cu Brian.
O examinare medico-legală a hainelor deținute de ambele fete a arătat că fibrele gri descoperite pe corpul lui Brian se potriveau exact cu o rochie de lână deținută de Mary; fibrele maro de pe pantofii copilului se potriveau exact cu o fustă deținută de Norma. În plus, aceleași fibre gri fuseseră găsite și pe corpul lui Martin Brown.

## Acuzațiile oficiale
Brian Howe a fost înmormântat într-un cimitir local pe 7 august 1968, în cadrul unei ceremonii la care au participat peste 200 de persoane. Potrivit inspectorului principal Dobson (care plănuia să le aresteze pe ambele fete mai târziu în acea zi), Mary Bell a stat în fața casei Howe în timp ce sicriul copilului era adus din casă la începutul procesiunii funerare. Dobson a declarat ulterior: "Ea stătea acolo, râzând. Râdea și își freca mâinile. M-am gândit: 'Doamne, trebuie să o aduc la secție'. O va face din nou.".".
Ambele fete au fost acuzate în mod oficial de uciderea lui Brian Howe la ora 20:00 în acea seară. Ca răspuns la această acuzație, Mary a răspuns: "Nu mă deranjează." Norma a izbucnit în lacrimi, proclamând pur și simplu: "Eu niciodată. Îți voi întoarce socoteala pentru asta".
În prezența unui martor independent, Mary a pregătit o declarație scrisă în care a recunoscut că a fost prezentă atunci când Brian Howe a fost ucis, dar a insistat că crima a fost comisă de Norma. De asemenea, ea a recunoscut că ea și Norma au intrat prin efracție în grădinița Woodland Crescent a doua zi după uciderea lui Martin Brown, desfigurând proprietatea înainte ca cele două să scrie cele patru bilete scrise de mână.

### Evaluări psihologice
La scurt timp după arestarea lor, ambele fete au fost supuse unor evaluări psihologice. Rezultatele acestor teste au arătat că Norma era întârziată din punct de vedere intelectual și avea un caracter supus care își manifesta ușor emoțiile, în timp ce Mary era un caracter inteligent, dar viclean, predispus la schimbări bruște de dispoziție. Ocazional, Mary era dispusă să vorbească, deși devenea rapid morocănoasă, introspectivă și de natură defensivă.
Cei patru psihiatri care au examinat-o pe Mary au ajuns la concluzia că, deși nu suferea de o tulburare mintală, aceasta suferea de o tulburare de personalitate psihopatică. În raportul său oficial întocmit pentru Directorul Procuraturii Publice, Dr. David Westbury a concluzionat: "[Tehnicile sociale ale lui Mary] sunt primitive și iau forma negării automate, a înfierării, a manipulării, a lamentării, a intimidării, a fugii sau a violenței.".

## Procesul
Procesul lui Mary și Norma Bell pentru uciderea lui Martin Brown și Brian Howe a început la Newcastle Assizes pe 5 decembrie 1968. Ambele fete au fost judecate în fața domnului judecător Ralph Cusack și ambele au pledat nevinovate la acuzații. Mary a fost apărată de dl Harvey Robson QC, iar Norma de R. P. Smith QC.
Împotriva protestelor ambilor avocați ai apărării, în prima zi a procesului, Cusack a renunțat la dreptul de anonimat al inculpatelor din cauza vârstei lor. Ca atare, mass-media a fost autorizată să facă publice numele, vârsta și fotografiile ambelor fete, care au stat fiecare alături de polițiste îmbrăcate în civil în centrul instanței, în spatele reprezentanților lor legali și la îndemâna familiilor lor pe toată durata procesului.
Rudolph Lyons QC a deschis cazul în numele procurorului la ora 11:30. Într-o declarație de deschidere care a durat șase ore, Lyons a informat juriul că se află în fața unei sarcini "nefericite și dureroase" din cauza naturii crimelor și a vârstei acuzaților. El a subliniat apoi intenția procurorului de a ilustra asemănările dintre cele două crime, care indicau că ambii băieți au fost uciși de același autor sau autori. Lyons a prezentat circumstanțele în care au avut loc ambele decese și dovezile care indică vinovăția inculpaților.
Deși Lyons a recunoscut în declarația sa de deschidere că, în ciuda diferenței de vârstă dintre acuzate, Mary a fost cea mai dominantă dintre cele două, el a susținut că ambele fete au acționat la unison și au fost la fel de vinovate, ucigându-i pe ambii copii "doar pentru plăcerea și emoția crimei", adăugând: "Ambele fete știau foarte bine că ceea ce au făcut este greșit și care vor fi rezultatele".

### Mărturia inculpaților
În cea de-a cincea zi a procesului, Norma a depus mărturie în propria apărare. Aceasta a negat orice vinovăție în uciderea efectivă a oricăruia dintre copii, dar a recunoscut, în timpul interogatoriului, că știa despre înclinația lui Mary pentru violență și despre faptul că aceasta obișnuia să atace copii și că cele două discutaseră despre atacarea și uciderea copiilor mici de ambele sexe. Întrebată de Rudolph Lyons dacă Mary îi demonstrase cum pot fi uciși copiii, Norma a dat din cap. Ea a recunoscut apoi că, în timp ce Mary începuse să-l atace și să-l stranguleze pe Brian Howe, nu a reușit să alerteze un grup de băieți care se jucau în apropiere, declarând că nu a făcut acest lucru deoarece "nu știam ce urma să se întâmple în primul rând. Ea a încetat să-l mai rănească puțin când băieții erau lângă [blocurile de beton]". Întrebată cu privire la propriul rol în crimă, Norma a declarat că "nu l-a atins niciodată" pe copil.
După încheierea mărturiei Normei, la 12 decembrie, Mary a depus mărturie în apărarea sa. Mărturia ei a durat aproape patru ore, încheindu-se la 13 decembrie, și a fost amânată pentru scurt timp cu o ocazie când a început să plângă în brațele unei polițiste. Ea a negat acuzațiile coinculpatei sale, insistând că, deși observase cadavrul lui Martin Brown pe St. Margaret's Road, ea însăși nu i-a făcut niciodată rău copilului și că ea și Norma au rugat-o ulterior pe mama băiatului să vadă cadavrul acestuia, deoarece cele două "se provocau reciproc și nici una dintre noi nu voia să fie o lașă". Mary a recunoscut, de asemenea, că a divulgat altora cunoștințele sale despre moartea lui Martin pentru că ar fi putut "să o trimită imediat pe Norma la închisoare".
Întrebată cu privire la moartea lui Brian Howe, Mary a susținut că Norma a fost persoana care l-a strangulat pe copil, deoarece ea însăși "stătea și se uita. Nu puteam să mă mișc. Era ca și cum un lipici ne trăgea în jos." Mary a susținut apoi că Norma l-a încurajat pe Brian să se întindă dacă voia dulciuri, spunându-i: "Trebuie să te întinzi pentru ca doamna să vină cu dulciurile", înainte de a începe să îl sugrume cu mâinile goale, în timp ce ea însăși încerca fără succes să împiedice atacul. Mary a mai declarat că a putut determina nivelul de forță de care Norma a dat dovadă deoarece "vârfurile degetelor și unghiile ei deveneau albe" și a recunoscut din nou că nu a informat autoritățile despre faptul că știa despre acțiunile Normei atât din teamă, cât și dintr-un sentiment greșit de loialitate.
Mama Normei, Catherine, a declarat apoi că, cu câteva luni înainte de uciderea lui Brian Howe, ea și soțul ei au descoperit-o pe Mary încercând să o stranguleze pe sora mai mică a Normei, Susan, și că ea și-a eliberat strânsoarea de gâtul fiicei lor doar după ce soțul ei a lovit-o pe Mary în umăr. Un psihiatru pentru copii, pe nume Ian Frazer, a declarat apoi că vârsta mintală a Normei era de opt ani și zece luni și că, deși capacitatea ei de a deosebi binele de rău era limitată, era capabilă să aprecieze caracterul criminal al faptelor de care era acuzată că le-a comis.

### Argumente de încheiere
La 13 decembrie, avocatul apărării Normei, R. P. Smith, a prezentat juriului pledoaria finală. Smith a subliniat că, deși ambele fete erau judecate împreună, nu existau dovezi reale împotriva clientei sale, iar singurele dovezi împotriva Normei erau acuzațiile lui Mary împotriva ei. Smith i-a implorat pe jurați să "reprime" sentimentele de indignare și răutate și să înlăture orice idee că "ambele fetițe" plătesc pentru acțiunile uneia dintre ele.
Harvey Robson și-a prezentat apoi pledoaria finală în favoarea lui Mary. Robson a ilustrat trecutul ei destrămat și familia disfuncțională, precum și neclaritatea dintre fantezie și realitate în mintea ei. Robson s-a referit, de asemenea, la mărturia doctorului David Westbury, care a declarat în numele apărării că a intervievat-o pe Mary în mai multe rânduri înainte de proces și că și-a format o "opinie clară" că fetița suferea de o tulburare gravă de personalitate pe care a clasificat-o ca fiind o "dezvoltare întârziată a minții (ei)", și că aceasta a fost cauzată atât de factori genetici, cât și de mediu. Această anomalie, susținuse Westbury, a afectat responsabilitatea reală a lui Mary pentru faptele sale.
Făcând referire la notițele pe care ambele fete le lăsaseră într-o creșă după uciderea lui Martin Brown, Robson a declarat că notițele dovedeau că crimele au fost o "fantezie copilărească" și, în cazul lui Mary, au fost scrise pentru a atrage atenția asupra ei.
În pledoaria sa finală, Rudolph Lyons a descris cazul ca fiind unul "macabru și grotesc", în care Mary - în mod clar cea mai dominatoare dintre cele două, în ciuda faptului că era fata mai tânără - a exercitat o "influență foarte convingătoare, care amintește de Svengali din ficțiune" asupra Normei, despre care a recunoscut că era "de o inteligență subnormală", declarând:: "Vă prognozez că fata mai tânără - deși cu doi ani și două luni mai tânără decât cealaltă - a fost totuși personalitatea mai inteligentă și mai dominatoare". Descriind numeroasele minciuni pe care Mary le-a spus atât poliției, cât și instanței, Lyons a mai remarcat lipsa de remușcări a lui Mary și gradul ei ridicat de inteligență.

## Condamnare
Procesul a durat nouă zile. Pe 17 decembrie, juriul s-a retras pentru a se gândi la verdict și avea să delibereze timp de trei ore și douăzeci și cinci de minute înainte de a se pronunța. Mary Bell a fost absolvită de crimă, dar a fost condamnată pentru uciderea prin imprudență a ambilor băieți pe motiv de responsabilitate diminuată; Norma Bell a fost achitată de toate acuzațiile. La auzul verdictelor juriului, Norma a bătut din palme de emoție, în timp ce Mary a izbucnit în lacrimi, în timp ce mama și bunica plângeau și ele.
Pronunțând sentința, judecătorul Cusack a descris-o pe Bell ca fiind o persoană "periculoasă", adăugând că reprezenta un "risc foarte grav pentru alți copii" și că "trebuie luate măsuri pentru a proteja [publicul]" de ea. A fost condamnată să fie deținută la discreția Majestății Sale; în fapt, o sentință de închisoare pe termen nelimitat.

## Încarcerare
Bell a fost deținută inițial într-un centru de detenție preventivă din Durham., înainte de a fi transferată într-un al doilea centru de detenție preventivă din South Norwood. Apoi a fost transferată la începutul anului 1969 la unitatea de securitate Red Bank, o instituție pentru tineri infractori din Newton-le-Willows, Merseyside, unde era singura femeie din cei aproximativ 24 de deținuți. Mai târziu, Bell avea să afirme că a fost abuzată sexual de un membru al personalului și de mai mulți deținuți în timp ce era încarcerată în această unitate, susținând că abuzul sexual a început când avea 13 ani. În noiembrie 1973, la vârsta de 16 ani, a fost transferată într-o aripă securizată a închisorii HM Prison Styal din Cheshire. Se pare că Bell nu a fost mulțumită de transferul ei în această unitate și, în timp ce era încarcerată la HM Prison Styal, Bell a solicitat fără succes eliberarea condiționată.
În iunie 1976, Bell a fost transferată la închisoarea deschisă Moor Court, unde a urmat un curs de secretariat. Cincisprezece luni mai târziu, în septembrie 1977, Bell a ajuns din nou pe prima pagină a ziarelor naționale atunci când ea și o altă deținută, Annette Priest, au evadat pentru scurt timp din această închisoare deschisă. Ambele evadate au petrecut câteva zile în compania a doi tineri în Blackpool, vizitând locurile de distracție și dormind în diverse hoteluri locale, unde Bell a folosit pseudonimul Mary Robinson înainte ca cele două evadate să se despartă.
Bell a fost arestată la 13 septembrie la casa din Derbyshire a unuia dintre bărbați, Clive Shirtcliffe, după ce își vopsise părul blond în încercarea de a-și ascunde identitatea. A fost returnată în arest în acea seară; Priest a fost arestat în Leeds câteva zile mai târziu. Pedeapsa aplicată lui Bell pentru fugă a fost pierderea privilegiilor din închisoare timp de 28 de zile.

## Eliberare
În iunie 1979, Ministerul de Interne și-a anunțat decizia de a o transfera pe Mary Bell la închisoarea HM Prison Askham Grange; o închisoare de categorie deschisă din satul Askham Richard, în încercarea de a o pregăti pentru o eventuală eliberare în societate, care era planificată pentru anul următor. Începând din noiembrie 1979, Bell a lucrat mai întâi ca secretară, apoi ca ospătăriță la o cafenea din York Minster, sub supraveghere, în vederea pregătirii sale pentru o eventuală eliberare.
Bell a fost eliberată din închisoarea HM Prison Askham Grange în mai 1980, la vârsta de 23 de ani, după ce a executat aproape unsprezece ani și jumătate de detenție. I s-a acordat anonimatul (inclusiv un nou nume), ceea ce i-a permis să înceapă o nouă viață în altă parte a țării sub o identitate falsă. La eliberare, un purtător de cuvânt a declarat: "[Bell] dorește să i se dea o șansă de a trăi o viață normală și să fie lăsată în pace".
La patru ani de la eliberarea sa din arest, la 25 mai 1984, Bell a născut o fiică. Aceasta avea să se dovedească a fi singurul ei copil. Fiica ei nu a știut nimic despre trecutul mamei sale până în 1998, când reporterii au descoperit locația de atunci a lui Bell într-un oraș-stațiune de pe coasta Sussex, unde ambele locuiau de aproximativ 18 luni. Această dezvăluire mediatică a forțat-o pe Bell și pe fiica ei de 14 ani să își părăsească locuința și să fie conduse la o casă sigură de către ofițeri sub acoperire. Atât mama, cât și fiica s-au mutat ulterior într-o altă parte a Regatului Unit.
Bell s-ar fi întors în Tyneside de mai multe ori în anii care au urmat eliberării sale. De asemenea, se presupune că a locuit în această locație pentru o perioadă de timp.

## Anonimatul pe viață
Dreptul la anonimat acordat fiicei lui Bell după nașterea acesteia a fost inițial prelungit doar până când aceasta a împlinit vârsta de 18 ani. Cu toate acestea, la 21 mai 2003, Bell a câștigat o luptă la Înalta Curte pentru a obține prelungirea pe viață a anonimatului său și al fiicei sale. Acest ordin a fost aprobat de Dame Elizabeth Butler-Sloss și a fost ulterior actualizat pentru a include nepoata lui Bell (născută în ianuarie 2009), care a fost prezentată ca și "Z". Ordinul interzice, de asemenea, divulgarea oricăror altor aspecte din viața lor care le-ar putea identifica.
În 1998, Bell a colaborat cu scriitoarea Gitta Sereny pentru a oferi o relatare a vieții sale înainte și după crimele sale pentru cartea lui Sereny din 1998, Cries Unheard: The Story of Mary Bell. În cadrul acestei cărți, Bell detaliază abuzurile pe care le-a suferit în copilărie din partea mamei sale prostituate (pe care Bell o descrie ca fiind o dominatrix) și, susține ea, din partea mai multor clienți ai mamei sale. Alte persoane intervievate sunt rude, prieteni și profesioniști care au cunoscut-o înainte, în timpul și după încarcerarea ei.
Nu se știe unde se află în prezent Bell, care rămâne protejată de ordinul din 2003 al Înaltei Curți. Potrivit lui Sereny, Bell nu pretinde că a fost condamnată pe nedrept și recunoaște în mod liber că abuzurile suferite în copilărie nu îi scuză crimele.